# Alfonso I d'Este
Alfonso I d'Este (Ferrara, 21 juli 1476 – aldaar, 31 oktober 1534) was van 1505 tot 1534 hertog van Ferrara, Modena en Reggio.

## Biografie
Alfonso was de zoon van Ercole I d'Este en Leonora van Napels, dochter van Ferdinand I van Napels. Evenals onder zijn voorgangers was Ferrara gedurende Alfonso's heerschappij een belangrijk centrum voor de kunst. Aan zijn hof verbleven schrijvers als Ludovico Ariosto (zijn Orlando Furioso werd in Ferrara gepubliceerd) en schilders als Giovanni Bellini, Dosso Dossi en Titiaan, de componist Adriaan Willaert en de boekdrukker Aldus Manutius.
Tijdens vrijwel zijn gehele heerschappij was hij verwikkeld in de Italiaanse Oorlogen. Door zijn goede diplomatieke en militaire vaardigheden ging dit hem jarenlang goed af. In de Oorlog van de Liga van Kamerijk (1508) tegen Venetië kreeg hij van paus Julius II het opperbevel over de pauselijke troepen. De Venetianen sloten echter vrede met de paus en vergezelden hem in de strijd tegen Frankrijk. Alfonso werd uitgenodigd eraan deel te nemen, maar weigerde. Hierop werd ook hem de oorlog verklaard en werd hij zelfs geëxcommuniceerd. Hij verloor Modena en Reggio, maar boekte later een aantal overwinningen. In de Slag bij Ravenna van 1512 streed hij succesvol aan de zijde van Lodewijk XII van Frankrijk. De overwinning bracht hem echter geen werkelijk voordeel.
Toen de Fransen zich uit Italië terugtrokken stond hij er alleen voor en trachtte vrede te sluiten met de paus. In Rome ontving hij inderdaad absolutie, maar ontdekte dat paus Julius II van zins was hem gevangen te nemen. Hij wist in vermomming te ontsnappen.
De nieuwe paus Leo X, die in 1513 aantrad, was Alfonso evenmin goed gezind. Tijdens het bewind van diens opvolger paus Clemens VII, die in 1523 aantrad, heroverde hij echter Reggio (1523) en Modena (1527). Keizer Karel V erkende Alfonso als heerser van deze gebieden, ondanks tegenstand van de paus.
Alfonso stierf in 1534 en werd opgevolgd door zijn zoon Ercole II.

## Huwelijken en kinderen
Alfonso was driemaal gehuwd:
- Op 22 januari 1491 trad hij in het huwelijk met Anna Maria Sforza (1473 – 30 november 1497), dochter van Galeazzo Maria Sforza, hertog van Milaan en Bona van Savoye; uit dit huwelijk werd geboren:
  - Alessandro (30 november 1497 – 1514)
- Zijn tweede en bekendste huwelijk werd op 2 februari 1502 in het Vaticaan gesloten met de beruchte Lucrezia Borgia (1480-1519), dochter van paus Alexander VI; uit dit tweede huwelijk werden geboren:
  - dochter, geboren en gestorven 5 september 1507
  - Ercole II (1508 – 1559), volgde zijn vader op als hertog
  - Ippolito (1509 – 1572), kardinaal van Ferrara
  - Alessandro (april 1514 – 10 juli 1516
  - Eleonora (3 maart 1515 – 15 juli 1575)
  - Francesco (Ferrara 1 november 1516 – aldaar 22 februari 1578), markgraaf van Massa Lombarda; huwde in 1536 Maria di Cardona († 1563). Dit huwelijk bleef kinderloos, maar hij had wel twee illegitieme dochters
  - Isabella, geboren en gestorven 21 mei 1519
- Uit het morganatisch huwelijk met Laura Dianti Eustochia werd ook nog een zoon geboren:
  - Alfonso (10 maart 1527 – 1 november 1587), markgraaf van Montecchio; hij was twee maal gehuwd met Giuliana della Rovere en Violante Signa. Via zijn zoon Cesare d'Este werd hij stamvader van de jongere linie van het huis Este.